# Okefenokee National Wildlife Refuge
Okefenokee National Wildlife Refuge – rezerwat przyrody (National Wildlife Refuge) na granicy Georgii i Florydy w Stanach Zjednoczonych. Obszar chroniony Okefenokee zajmuje powierzchnię 1627 km² (402 000 akrów) i leży na terenie trzech hrabstw w Georgii: hrabstwa Charlton, hrabstwa Ware i hrabstwa Clinch oraz na terenie dwóch hrabstw na Florydzie: hrabstwa Baker oraz Columbia. Administracja parku znajduje się w Folkston w hrabstwie Charlton.
Rezerwat powstał w 1937 roku w celu ochrony większości terenu z 1772 km² bagien Okefenokee (Okefenokee Swamp) i mimo iż nie obejmuje całości bagien i tak jest największym rezerwatem we wschodniej części USA. Według danych z 2005 roku Okefenokee National Wildlife Refuge jest odwiedzany rocznie przez co najmniej 300 000 osób, co plasuje rezerwat w pierwszej dwudziestce najczęściej odwiedzanych obszarów chronionych w Stanach Zjednoczonych. Nazwa Okefenokee pochodzi z języka Indian (Timicua) która oznacza teren, który drży, gdy po nim chodzisz.

## Historia
Bagna są na tym terenie od 6000 do 8000 lat. Ludność tubylcza pojawiła się na tym terenie około 2500 lat p.n.e.. Była to ludność z kultury Deptford, Swift Creek oraz kultury Weeden Island. Ostatnim plemieniem, które traktowało Okefenokee jako swoje terytorium byli Indianie Seminole. Wojska amerykańskie dowodzone przez generała Charlesa R. Floyda w czasie drugiej wojny z Seminolami w latach 1838-1842 pokonały miejscową ludność.
W 1891 roku firma The Suwanee Canal Company kupiła około 100 km² bagien Okefenokee, aby je osuszyć i przeznaczyć pod uprawę ryżu, trzciny cukrowej i bawełny. Kiedy jednak ze względu na trudności z osuszeniem idea upadła, aby zrekompensować straty firma zaczęła przygotowywać teren do przemysłowego pozyskiwania drewna, które miało być źródłem przychodu. W ramach przygotowań kapitan Henry Jackson ze swoimi ludźmi spędzili trzy lata kopiąc kanał Suwannee (Suwannee Canal), ciągnący się 18,5 km w głąb bagien.
Jednak recesja budowlana, jaka miała miejsce pod koniec stulecia spowodowała upadek firmy i sprzedaż terenu Charlesowi Hebardowi w 1901 roku. Wyrąb drewna, skoncentrowany na pozyskiwaniu cyprysów, rozpoczęto w 1909 roku, po zbudowaniu od północnego zachodu dróg dochodzących do bagien. Wywieziono ponad jeden milion m³ drewna do 1927 roku, kiedy to pozyskiwanie zakończono.
W 1918 roku powstało stowarzyszenie The Okefenokee Preservation Society, którego zadaniem było promowanie ochrony bagien i utworzenie obszaru chronionego. Teren bagien został przekształcony w Okefenokee National Wildlife Refuge dekretem prezydenta Franklina Delano Roosevelta w 1937 roku i obejmował początkowo 1772,5 km². W 1974 roku około 80% terenu Okefenokee została objęta systemem National Wilderness Area, który prawnie zobowiązuje do zachowania obszaru w niezmienionym przez człowieka stanie.

## Geografia

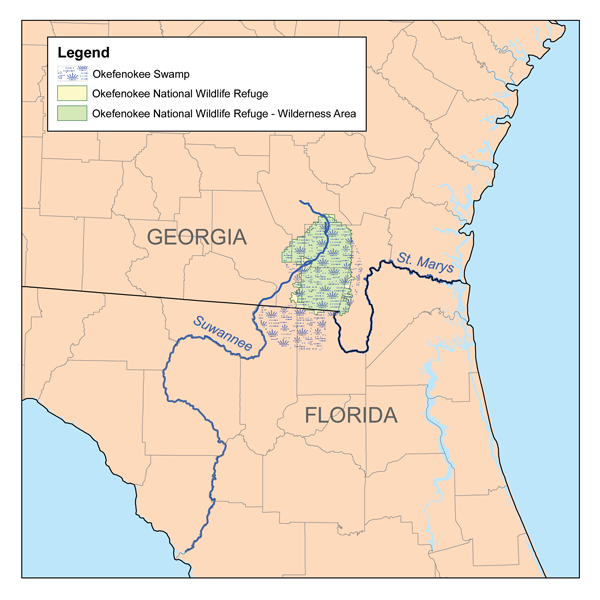
Bagna Okefenokee na mapie pogranicza Georgii i Florydy

Bagna wypełniają nieckę osuszając tereny na wschód i południowy wschód od Okefenokee. Mają długość około 56 km z północy na południe oraz około 40 km ze wschodu na zachód. Leżą na wysokości od 35,8 do 44,5 m n.p.m.. Zbierające się wody są źródłem dla dwóch rzek: St. Marys River i Suwannee River. Średnioroczna temperatura powietrza wynosi 20 °C. Woda w 95% pochodzi z opadów wynoszących średnio w roku 2280 mm.
Na terenie Okefenokee National Wildlife Refuge biorą początek dwie rzeki. Na południowym zachodzie Suwannee River, która po 450 km uchodzi do Zatoki Meksykańskiej. Na południowym zachodzie bagien bierze początek St. Marys River, która po 306 km uchodzi niedaleko miasta St. Marys oraz rezerwatu na Cumberland Island do Oceanu Atlantyckigo.

## Ekosystem

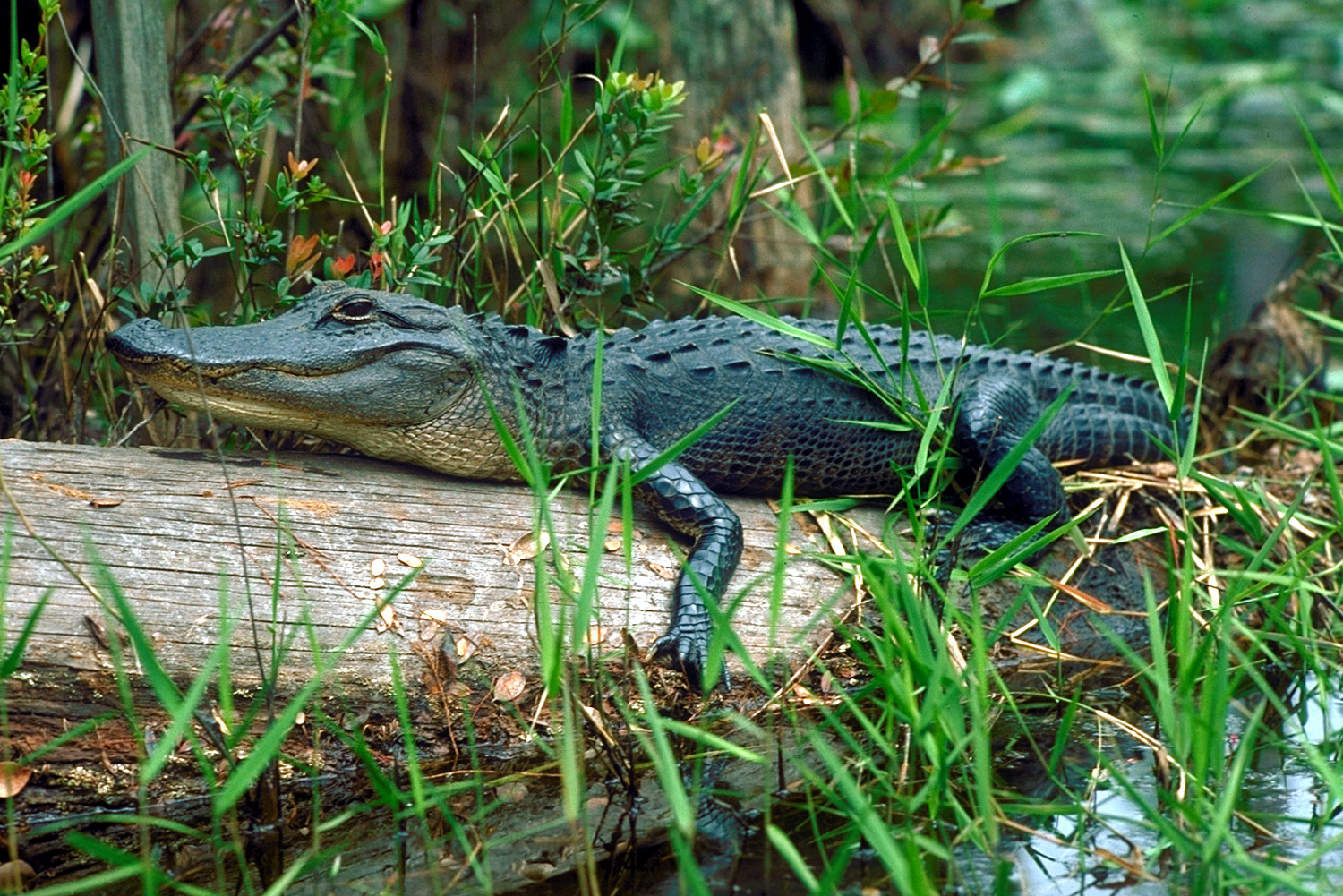
Aligator na bagnach Okefenokee

Obszar Okefenokee National Wildlife Refuge jest bardzo urozmaicony pod względem ekosystemu. Oprócz bagien zajmujących oczywiście największy obszar są także jeziora, preria, skrub, lasy bagienne oraz lasy terenów suchych.
Na obszarze parku rośnie 621 gatunków roślin naczyniowych. Do ciekawych roślin drzewiastych należą sosna długoigielna (Pinus palustris Mill.), cypryśnik błotny (Taxodium distichum), cypryśnik wzniesiony (Taxodium ascendens Brongn.), Pinus elliottii, Nyssa sylvatica, należąca do rodzaju avocado Peresa palustris, gordonia (Gordonia lasianthus), Magnolia virginiana czy też jesion karloński Fraxinus caroliniana.
Występują także ciekawe rośliny drapieżne: rosiczka (Drosera intermedia L.), dzbaneczniki (Sarracenia flava), pływacze (Utricularia inflata L.).
W Okefenokee żyje 50 gatunków ssaków. Do najciekawszych należą puma – największy przedstawiciel kotowatych w Ameryce, nazywana panterą florydzką, a także niedźwiedź czarny, ryś rudy, pancerniki, szopy pracze, wydry kanadyjskie, jelenie wirginijskie i wilki rude.
Na terenie rezerwatu spotkać można 64 gatunki gadów; w tym dużą liczbę aligatorów, iguanę anolis zielony, jaszczurki Eumeces inexpectatus czy też liczne węże jak grzechotnik diamentowy, mokasyn błotny, heterodon płaskonosy i inne. Ponadto występuje 37 gatunków płazów, 39 gatunków ryb oraz 233 gatunki ptaków.
Specjalną opieką gatunkową objęte są dwa gatunki zwierząt: dzięcioł skromny (Picoides borealis) oraz baribal (amerykański niedźwiedź czarny – Ursus americanus).

## Wstęp do rezerwatu
Wstęp do rezerwatu jest płatny, a siedmiodniowy bilet kosztuje 7 USD (lipiec 2013) (przy nocowaniu 10 USD).
Do rezerwatu prowadzą trzy główne wejścia (wszystkie od strony Georgii):
- wschodnie (East Entrance) – główne wejście zarządzane przez United States Fish and Wildlife Service, położone 11 mil (18 km) na południowy zachód od Folkston,
- zachodnie (West Entrance) – z parku stanowego Stephen C. Foster State Park, położone 17 mil (27 km) na wschód od Fargo,
- północne (North Entrance) – z Okefenokee Swamp Park, położone 8 mil (13 km) na południe od Waycross.